# Kleidervögel
Die Kleidervögel (Drepanidini) sind eine Tribus aus der Familie der Finken (Fringillidae), zuvor wurden sie als eigene Unterfamilie Drepanidinae eingestuft, heute stehen sie innerhalb der Stieglitzartigen (Carduelinae). Ihr Lebensraum ist die Hawaii-Inselkette. Von den fast 40 Arten sind bereits etwa die Hälfte ausgestorben; die übrigen sind entweder vom Aussterben bedroht oder stark gefährdet. Der deutsche Name leitet sich von der Verwendung für repräsentative Kleidungsstücke hawaiischer Adliger (ʻAhu ʻula und mahiole) her.

## Merkmale
Kleidervögel werden zwischen 10 und 20 cm lang und besitzen Flügelspannweiten von 15 bis 30 cm. Ihre Schnäbel sind mehr oder weniger stark nach unten gebogen. Die Arten werden normalerweise in zwei Gruppen getrennt: die Nektarfresser und die Samenfresser.

### Nektarfresser

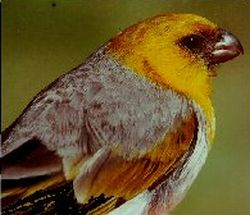
Palila (Loxioides bailleui)

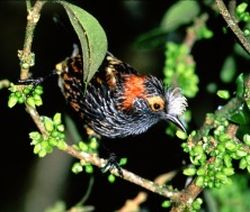
Schopfkleidervogel (Palmeria dolei)

Das Gefieder der Nektarfresser ist meistens schwarz-rot gefärbt, wobei der Schwanz und die hinteren Flügelfedern schwarz sind und das restliche Gefieder rot ist. Der Schnabel ist lang und manchmal sehr stark gekrümmt. Den längsten Schnabel besitzt der Hawaii-Akialoa, dessen Schnabel etwa halb so viel wie der Körper misst. Die Zungen der Nektarfresser sind röhrenförmig, um den Nektar aus den Blüten saugen zu können.

### Samenfresser
Samenfresser haben kurze und weniger gekrümmte Schnäbel. Das Gefieder ist meistens grün, gelb oder gräulich, nur sehr selten dunkel, gefärbt. Ihr Aussehen erinnert oft an heimische Finken wie den Grünling.

### Fortpflanzung
Zwischen Nektar- und Samenfressern bestehen im Bereich der Fortpflanzung kaum Unterschiede. Die Paare finden sich bereits im Oktober, obwohl die Balz- und Brutzeit zwischen Dezember und Juli stattfindet. Nach der Paarung legt das Weibchen 2–3 weiße oder bläuliche Eier mit rotbraunen Flecken in ein flaches Napfnest, welches sich meistens auf Bäumen, manchmal aber auch im hohen Gras befindet. Nach einer Brutdauer von 3–4 Wochen schlüpfen die Jungen und werden von beiden Eltern gefüttert. Die meisten Arten werden mit einem Lebensjahr geschlechtsreif.

### Nahrung
Die Nektarfresser ernähren sich hauptsächlich von Nektar, aber auch von Insekten, Raupen, Spinnen oder Larven, die sie mit ihren langen Schnäbeln unter der Baumrinde hervorholen. Samenfresser beschränken sich im Wesentlichen auf Gras- und Baumsamen.

## Verbreitung und Bedrohung

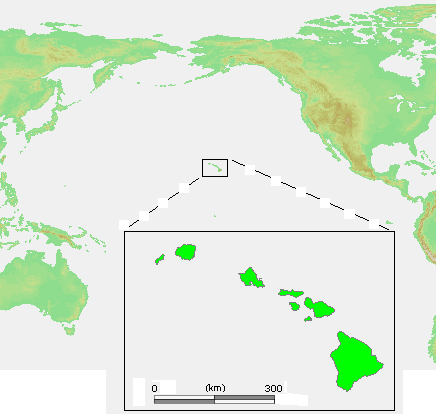
Hawaii, das Verbreitungsgebiet der Kleidervögel

Alle 34 Arten der Kleidervögel leben oder lebten auf den Hawaii-Inseln. 13 Arten sind ausgestorben, 11 weitere sind unmittelbar vom Aussterben bedroht. Die übrigen sind auch auf lange Sicht gefährdet. Der größte Feind ist vermutlich der Mensch, der immer tiefer in die dichten Wälder vordringt, sie zerstört und damit den Vögeln ihren Lebensraum entzieht. Auch Baumratten und andere Eierdiebe sorgen dafür, dass der Bestand immer kleiner wird. Zusätzlich werden die Bestände durch eingeschleppte Krankheiten wie Vogelpocken und Vogelmalaria dezimiert. Die meisten Arten kommen nur in höheren Lagen – oberhalb 1250 bis 1500 m Seehöhe – in ausreichenden Populationsdichten vor, da in diesen Höhenlagen die Stechmücke Culex quinquefasciatus selten ist, die die Malaria überträgt. Besonders problematisch ist damit das Überleben der Kleidervögel auf den Inseln Kauai, Oʻahu, Molokai und Lanai, die diese Höhe nicht erreichen oder nur wenig übersteigen.
Da der Palila (Loxioides bailleui) auf den Perlschnurbaum angewiesen ist und dieser nur noch an den Hängen des Mauna Kea wächst, leben die Palilas fast nur noch in diesem Gebiet; früher hingegen waren sie auf ganz Hawaii verbreitet. Die genaue Zahl der Bestände kann nur grob geschätzt werden, da einige Teile der Hawaii-Inseln nur schwer zugänglich sind.

## Gattungen und Arten
Die Kleidervögel beinhalten etwa 40 Arten, die vermutlich alle von einer einzigen Art abstammen, deren Mitglieder vom Kurs abkamen und auf Hawaii heimisch wurden. Man nimmt an, dass diese Art eine zum Nektartrinken geeignete Zunge und einen kurzen Schnabel besaß.
- Telespiza
  - Laysangimpel (Telespiza cantans), endemisch auf Laysan
  - Nihoagimpel (Telespiza ultima), endemisch auf Nihoa
  - † Telespiza ypsilon, subfossil auf Maui und Moloka’i.
- Psittirostra
  - ʻŌʻū (Psittirostra psittacea)[3]
- † Dysmorodrepanis
  - † Lanai-Hakenschnabel (Dysmorodrepanis munroi)
- Loxioides
  - Schwarzmasken-Kleidervogel (Loxioides bailleui)
  - † Kauai-Palila (Loxioides kikuchi), subfossil auf Kauaʻi
- † Rhodacanthis
  - † Kleiner Koafink (Rhodacanthis flaviceps)
  - † Großer Koafink (Rhodacanthis palmeri)
- † Chloridops
  - † Kona-Fink (Chloridops kona)
  - † Chloridops regiskongi, subfossil auf Oʻahu.
- Pseudonestor
  - Papageischnabelgimpel (Pseudonestor xanthophrys)
- Hemignathus – 11 Arten, davon 5 †
  - † Oahu-Akialoa (Hemignathus ellisianus)
    - † Hemignathus ellisianus ellisianus
    - † Hemignathus ellisianus lanaiensis
    - † Hemignathus ellisianus steijnegeri

  - Oahu-Amakihi (Hemignathus flavus)
  - Kauai-Amakihi (Hemignathus kauaiensis)
  - Nukupuu (Hemignathus lucidus)
    - Maui-Nukupuu (Hemignathus lucidus affinis)
    - Oahu-Nukupuu (Hemignathus lucidus lucidus)
    - Kauai-Nukupuu (Hemignathus lucidus hanapepe)

  - † Hemignathus vorpalis, subfossil auf Hawaii
  - Akiapolaau (Hemignathus munroi)
  - † Hawaii-Akialoa (Hemignathus obscurus)
  - Anianiau (Hemignathus parvus) (jetzt in eigener Gattung Magumma parvus)
  - † Einsiedler-Grünkleidervogel (Hemignathus sagittirostris)
  - † Hemignathus upupirostris
  - Amakihi (Hemignathus virens)
- Oreomystis
  - Akikiki (Oreomystis bairdi)
  - Hawaii-Astläufer (Oreomystis mana)
- Paroreomyza
  - Maui-Astläufer (Paroreomyza montana)
  - † Kakawahie (Paroreomyza flammea)
  - Oahu-Astläufer (Paroreomyza maculata)
- Akepakleidervögel (Loxops)
  - Akekee (Loxops caeruleirostris)
  - Hawaii-Akepakleidervogel (Loxops coccineus)
    - Hawaii-Akepakleidervogel (Loxops coccineus coccineus)
    - † Oahu-Akepakleidervogel (Loxops coccineus wolstenholmei)

  - † Maui-Akepakleidervogel (Loxops ochraceus)
- † Ciridops
  - † Annakleidervogel (Ciridops anna)
- Mamos (Drepanis)
  - Iiwi (Drepanis coccinea)
  - † Königskleidervogel (Drepanis pacifica)
  - † Rußmamo (Drepanis funerea), auch Schwarzer Mamo genannt
- Palmeria
  - Schopfkleidervogel (Palmeria dolei)
- Himatione
  - Apapane (Himatione sanguinea)
  - † Laysan-Apapane (Himatione freethii)
- Melamprosops
  - Weißwangen-Kleidervogel (Melamprosops phaeosoma) – vermutlich ausgestorben, nachdem das letzte Männchen am 28. November 2004 in menschlicher Obhut starb und diese Art in freier Wildbahn nicht mehr nachgewiesen wurde

Fossil ist die Gattung Vangulifer bekannt.

## Bildergalerie

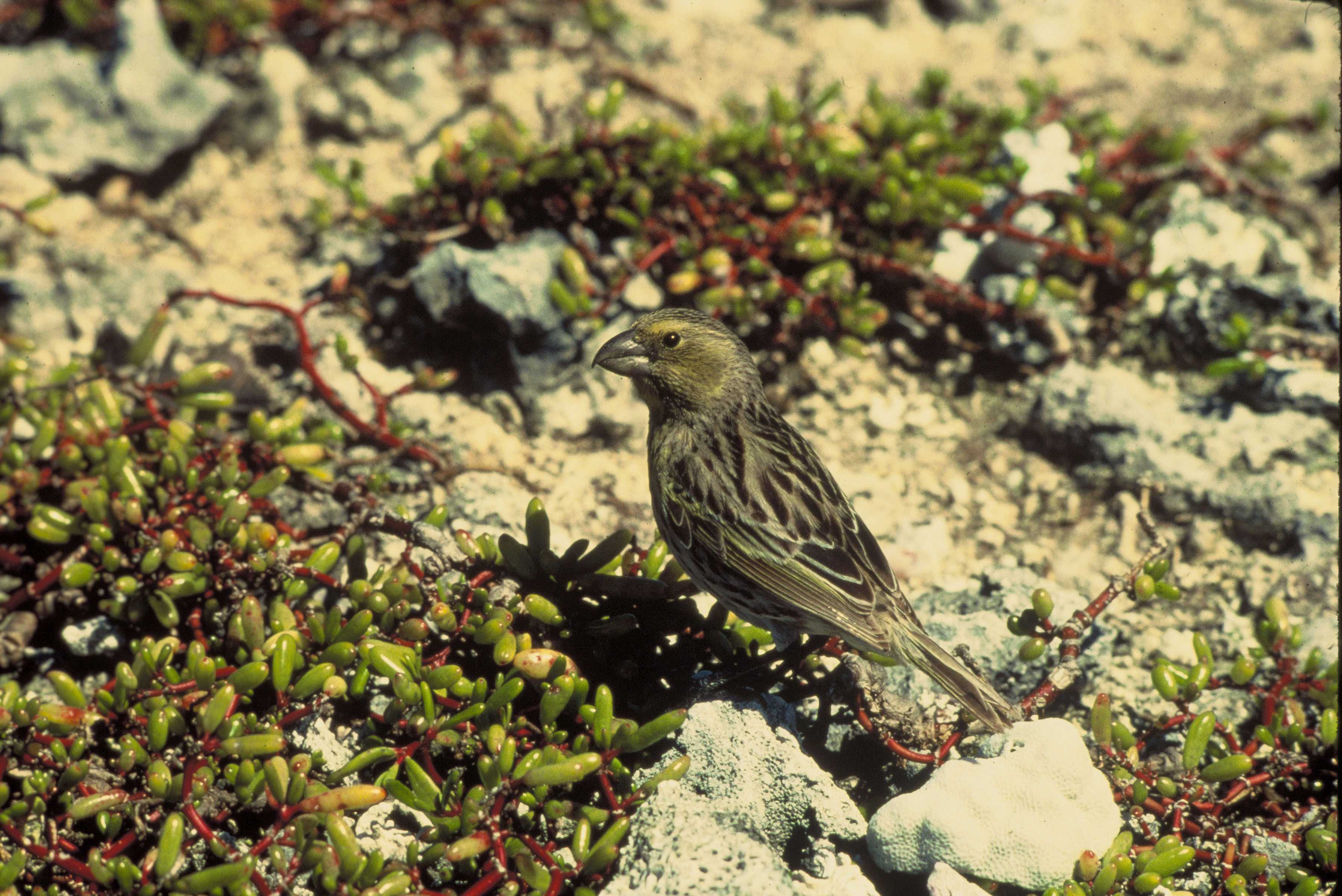
Laysangimpel (Telespiza cantans)
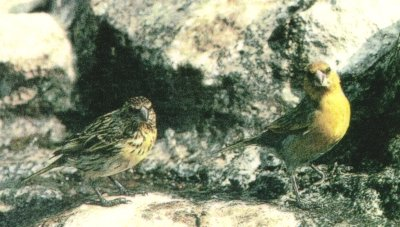
Nihoagimpel (Telespiza ultima)
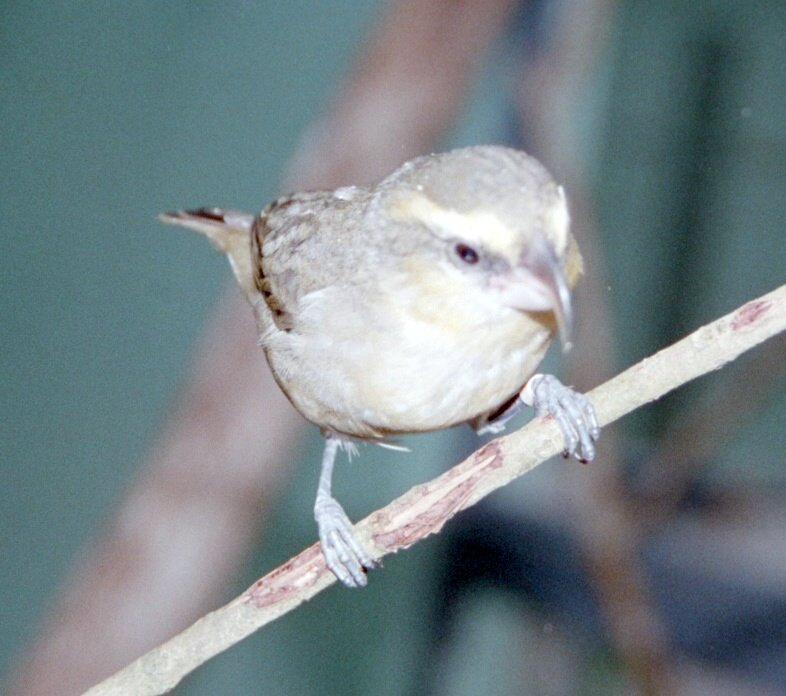
Papageischnabelgimpel (Pseudonestor xanthophrys)
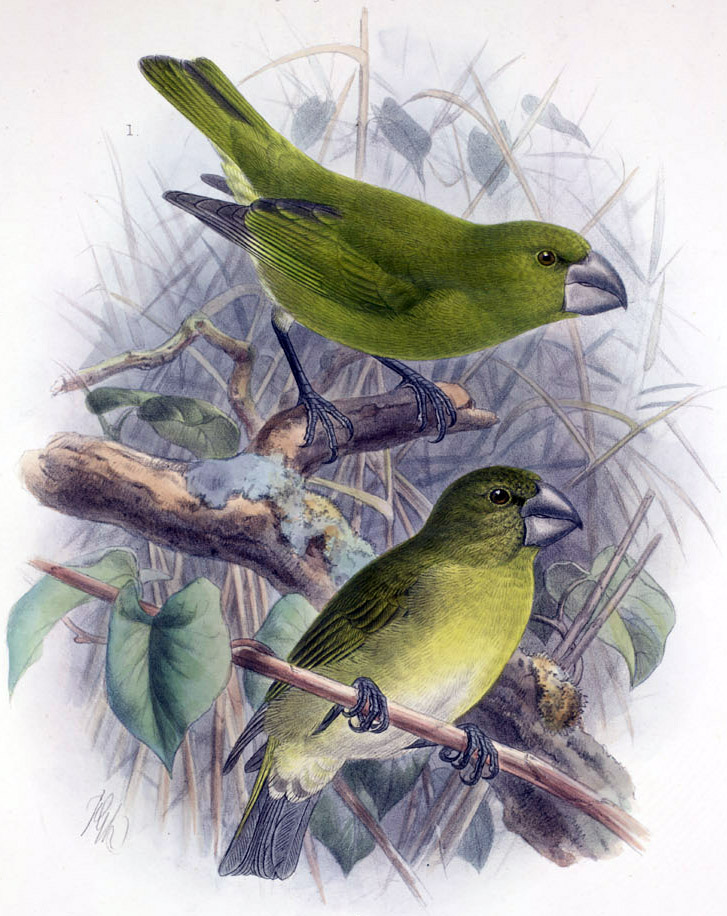
† Kona-Fink (Chloridops kona)